# Lil Canales
Lil Azucena Canales (ur. 11 kwietnia 1991) – salwadorska zapaśniczka walcząca w stylu wolnym. Zajęła 24 miejsce na mistrzostwach świata w 2003. Piąta na igrzyskach panamerykańskich w 2007 i szósta w 2003. Brązowa medalistka mistrzostw panamerykańskich w 2005 i 2010. Wicemistrzyni igrzysk Ameryki Środkowej i Karaibów w 2002 i trzecia w 2006. Mistrzyni igrzysk Ameryki Środkowej w 2010 i 2013 roku.